# Viktor Josef Dammertz
Viktor Josef Dammertz (Rheurdt, 8 giugno 1929 – Eresing, 2 marzo 2020) è stato un vescovo cattolico tedesco.

## Biografia
Viktor Josef Dammertz nacque a Schaephuysen, presso Rheurdt, l'8 giugno 1929.

### Formazione e ministero sacerdotale
Studiò filosofia e teologia cattolica a Münster, Innsbruck e al Pontificio ateneo Sant'Anselmo di Roma dal 1950 al 1957. Il 12 settembre 1953 entrò nel noviziato dell'arciabbazia di Sant'Ottilia. Emise la sua professione temporale il 16 settembre 1954 e quella solenne il 16 settembre 1957.
Il 22 dicembre 1956 fu ordinato diacono nella basilica di San Francesco ad Assisi. Il 21 settembre dell'anno successivo, poco dopo aver concluso gli studi, fu ordinato presbitero nell'arciabbazia di Sant'Ottilia dal vescovo di Augusta Josef Freundorfer. Dal 1957 al 1960 studiò diritto canonico presso l'Istituto canonico dell'Università Ludwig Maximilian di Monaco. Nel febbraio del 1962 concluse gli studi con un dottorato.
Dal 1960 al 1975 fu segretario della Congregazione di Sant'Ottilia e segretario personale dell'arciabate Suso Brecht. In questo ruolo, accompagnò il superiore alle sessioni del Concilio Vaticano II e in numerosi viaggi di missione. Dal 1971 al 1975 fu membro del Sinodo congiunto dei vescovi nella Repubblica federale di Germania ("Sinodo di Würzburg"). Lì operò nella VIII commissione "La partecipazione del popolo di Dio alla missione della Chiesa".
Nel 1975 fu eletto abate dell'arciabbazia di Sant'Ottilia. Ricevette la benedizione abbaziale dal vescovo di Augusta Josef Stimpfle. Fece diverse visite ai monasteri della congregazione in Europa, America, Africa e Asia.
Il 22 settembre 1977 fu eletto successore di Rembert George Weakland come abate generale dell'Ordine di San Benedetto. Nei quindici anni di mandato visitò 750 monasteri maschili e femminili dell'ordine in tutte le parti del mondo e fece sforzi particolari per aumentare il coinvolgimento dei monasteri benedettini femminili nella Confederazione. Nel 1980 convocò a Roma un simposio con 500 abati benedettini, cistercensi e trappisti e rappresentanti dei monasteri femminili in occasione del 1500º anniversario della nascita di San Benedetto da Norcia. Nel 1992 concluse il suo mandato.

### Ministero episcopale
Il 24 dicembre 1992 papa Giovanni Paolo II lo nominò vescovo di Augusta. Ricevette l'ordinazione episcopale il 30 gennaio successivo, vigilia del 1000º anniversario della canonizzazione del vescovo Ulrico di Augusta, dal cardinale Friedrich Wetter, arcivescovo metropolita di Monaco e Frisinga, coconsacranti l'arcivescovo Lajos Kada, nunzio apostolico in Germania, e il vescovo emerito di Augusta Josef Stimpfle.
In seno alla Conferenza episcopale tedesca fu presidente della IV commissione per le professioni spirituali e i servizi dal febbraio del 1994.
Fu membro della Congregazione per gli istituti di vita consacrata e le società di vita apostolica dal 1994 e del Pontificio consiglio per l'interpretazione dei testi legislativi dal novembre del 1996.
Il 9 giugno 2004 lo stesso papa Giovanni Paolo II accettò la sua rinuncia al governo pastorale della diocesi per raggiunti limiti di età. Dopo alcuni anni come cappellano del monastero femminile di Sant'Alban a Dießen am Ammersee, nel gennaio del 2018 si trasferì nell'arciabbazia di Sant'Ottilia.
Morì nell'arciabbazia di Sant'Ottilia a Eresing il 2 marzo 2020 all'età di 90 anni. Le esequie si tennero il 7 marzo alle ore 9.30 nella cattedrale di Augusta e furono presiedute dal cardinale Reinhard Marx; l'omelia venne pronunciata da monsignor Bertram Johannes Meier, amministratore diocesano e vescovo eletto di Augusta. Al termine del rito fu sepolto nella cripta dello stesso edificio.

## Genealogia episcopale e successione apostolica
La genealogia episcopale è:
- Cardinale Scipione Rebiba
- Cardinale Giulio Antonio Santori
- Cardinale Girolamo Bernerio, O.P.
- Arcivescovo Galeazzo Sanvitale
- Cardinale Ludovico Ludovisi
- Cardinale Luigi Caetani
- Cardinale Ulderico Carpegna
- Cardinale Paluzzo Paluzzi Altieri degli Albertoni
- Papa Benedetto XIII
- Papa Benedetto XIV
- Papa Clemente XIII
- Cardinale Bernardino Giraud
- Cardinale Alessandro Mattei
- Cardinale Pietro Francesco Galleffi
- Cardinale Giacomo Filippo Fransoni
- Cardinale Antonio Saverio De Luca
- Arcivescovo Gregor Leonhard Andreas von Scherr, O.S.B.
- Arcivescovo Friedrich von Schreiber
- Arcivescovo Franz Joseph von Stein
- Arcivescovo Joseph von Schork
- Vescovo Ferdinand von Schlör
- Arcivescovo Johann Jakob von Hauck
- Arcivescovo Joseph Otto Kolb
- Vescovo Ludwig Sebastian
- Cardinale Joseph Wendel
- Vescovo Isidor Markus Emanuel
- Cardinale Friedrich Wetter
- Vescovo Viktor Josef Dammertz, O.S.B.

La successione apostolica è:
- Vescovo Josef Grünwald (1995)
- Vescovo Anton Losinger (2000)

## Araldica
| Stemma | Titolare                                 | Descrizione |
|        | Viktor Josef Dammertz Vescovo di Augusta | Lo stemma è diviso in tre parti. Il primo campo è diviso in due metà di colore rosso e argento, i colori dello stemma della diocesi di Augusta. Sotto vi è un candelabro a cinque braccia dorato su campo nero, lo stemma della Congregazione di Sant'Ottilia. Esso indica anche il compito di portare la luce di Cristo nell'oscurità del mondo. Lo stemma personale mostra una stella d'oro su uno sfondo blu sopra e una croce argento su uno sfondo rosso separati da una fascia diagonale argento. Questo è lo stemma che aveva scelto al momento della sua elezione ad abate. |